# Waddy
Pour les articles homonymes, voir Waddy (homonymie).
Waddy est une communauté non incorporée situé dans le comté de Shelby, dans l'État du Kentucky, aux États-Unis.